# Dan rječnika
Dan rječnika obilježava se svake godine u Sjedinjenim Američkim Državama 16. listopada u spomen na Noaha Webstera, "oca američkog rječnika" koji je rođen 16. listopada 1758. godine.